# Glaucodot
El glaucodot o ferrocobaltita és un mineral de la classe dels sulfurs que pertany al grup de l'arsenopirita. Anomenat el 1849 per August Breithaupt i Karl Friedrich Plattner del grec γλαυκός, blau cel, i δίδω, donar, pel seu ús en la fabricació de vidre blau.

## Característiques
El glaucodot és un sulfur de fórmula química (Co0,5Fe0,5)AsS. Cristal·litza en el sistema ortoròmbic. La seva duresa a l'escala de Mohs és 5. El color blavós és causat pel contingut en Co2+. Químicament és molt similar a la cobaltita (idealment CoAsS) i l'al·loclasita, més rica en Co que el glaucodot.
Segons la classificació de Nickel-Strunz, el glaucodot pertany a «02.EA: Sulfurs metàl·lics, M:S = 1:2, amb Fe, Co, Ni, PGE, etc.» juntament amb els següents minerals: aurostibita, bambollaïta, cattierita, erlichmanita, fukuchilita, geversita, hauerita, insizwaïta, krutaïta, laurita, penroseïta, pirita, sperrylita, trogtalita, vaesita, villamaninita, dzharkenita, gaotaiïta, al·loclasita, costibita, ferroselita, frohbergita, kullerudita, marcassita, mattagamita, paracostibita, pararammelsbergita, oenita, anduoïta, clinosafflorita, löllingita, nisbita, omeiïta, paxita, rammelsbergita, safflorita, seinäjokita, arsenopirita, gudmundita, osarsita, ruarsita, cobaltita, gersdorffita, hol·lingworthita, irarsita, jol·liffeïta, krutovita, maslovita, michenerita, padmaïta, platarsita, testibiopal·ladita, tolovkita, ullmannita, wil·lyamita, changchengita, mayingita, hollingsworthita, kalungaïta, milotaïta, urvantsevita i reniïta.

## Formació i jaciments
Va ser descrita per primera vegada a la localitat de Huasco, dins la província d'Huasco, a la regió d'Atacama (Xile). Tot i tractar-se d'una espècie no gaire habitual ha estat descrita en tots els continents del planeta a excepció de l'Antàrtida.